# Легковоспламеняющиеся жидкости
Легковоспламеняющиеся жидкости (ЛВЖ) — общее название жидкостей, способных к самовозгоранию либо самостоятельному горению после удаления источника зажигания.

## Классификации
В разных странах используются разные классификации легковоспламеняющихся жидкостей. 
На территории Соединенных Штатов используется две классификации: по NFPA и OSHA, различия которых минимальны. Согласно классификации национальной ассоциации противопожарной защиты, ЛВЖ подразделяют на три класса:
- IA — температура вспышки менее 22,8 °С, а температура кипения менее 37,8 °С;
- IB — температура вспышки менее 22,8 °С, а температура кипения не менее 37,8 °С;
- IC — температура вспышки не менее 22,8 °С и менее 37,8 °С.

На территории Российской Федерации ЛВЖ, согласно ГОСТ 12.1.044-89, определяют как горючие жидкости с температурой вспышки не более 61°С в закрытом тигле или 66°С в открытом тигле, а также зафлегматизированные смеси, не имеющие вспышку в закрытом тигле. Причем условно по температуре вспышке их разделяют на:
- особо опасные (температура вспышки −18°С и ниже (в закрытом тигле) и −13°С и ниже (в открытом тигле)). К таким жидкостям относят: акролеин, ацетальдегид, ацетон, бензины, гексан, диэтиламин, диэтиловый эфир, циклогексан, этиламин, этилформиат и др. Характерной особенностью этих веществ является высокое давление насыщенных паров даже при отрицательной температуре. В жаркую погоду внутри сосудов давление повышается, что увеличивает возможность взрыва.
- постоянно опасные (температура вспышки −18°С — +23°С (в закрытом тигле) и −13°С — +27°С (в открытом тигле)). В эту категорию относят: бензол, трет-бутиловый спирт, гептан, дихлорэтан, диэтилкетон, изопропилацетат, изопропиловый спирт, лигроин, метилацетат, пиридин, толуол, этилацетат, этилбензол, этанол и др. Пары этих веществ образуют с воздухом взрывчатые смеси преимущественно при комнатной температуре.
- опасные при повышенной температуре воздуха (температура вспышки +23°С — +61°С (в закрытом тигле) и +27°С — +66°С (в открытом тигле)). Сюда относят: амилацетат, бутанол, изоамилацетат, керосины, ксилол, муравьиная кислота, пентанол, пропилбензол, пропанол, скипидар, стирол, уайт-спирит, уксусная кислота, уксусный ангидрид, хлорбензол и др. Горючие системы на основе паров этих жидкостей могут образоваться только при нагревании, однако, при комнатной температуре воспламенение жидкостей возможно от источника повышенной энергии (короткого замыкания электропроводки, искр электросварки, окурка и др.).

Существует также и европейская классификация ЛВЖ CLP, которая также делит жидкости на три категории:
- первая — жидкости с температурой кипения не выше 35 °С и температурой вспышки ниже 23 °С
- вторая — жидкости с температурой кипения выше 35 °С и температурой вспышки ниже 23 °С
- третья — жидкости с температурой вспышки, находящейся в интервале от 23 °С до 60 °С

При этом нефтепродукты с температурой вспышки до 75 °С могут быть отнесены к третьей категории.